# Peter Lawford
Peter Sydney Vaughn Lawford (7. september 1923 – 24. december 1984) var en engelsk-amerikansk skuespiller, der var kendt som medlem af "Rat Pack" sammen med blandt andet Frank Sinatra og Dean Martin samt for en periode at være gift med John F. Kennedys søster, Patricia Kennedy.
Han var født i London, men hans kendte forældre, der ikke var gift, da de fik Peter, skabte skandale, der fik familien til at flytte til USA, hvor han fik sin første Hollywood-rolle allerede som 15-årig. I sine unge dage spillede han ofte helterollen i komedier og musicals, som Cluny Brown (1946), Easter Parade (1948) og Bryllupsklokker (1951). Fra slutningen af 1950'erne fik han flere karakterroller i film som Exodus og Den længste dag samtidig med, at han også blev hyppig gæst i tv-shows og -serier. Han fik Frank Sinatra gjort opmærksom på projektet med Elleve i Las Vegas (1960, den oprindelige udgave af Ocean's Eleven), hvor den uformelle gruppe, der senere skulle blive kendt som "Rat Pack" for første gang optrådte på film sammen. Gruppens medlemmer blev kendt for at møde op til optrædener, hvor én af dem havde et engagement, til spontan deltagelse.
I 1954 blev Peter Lawford gift med Patricia Kennedy og kom derved ind i inderkredsen for den senere præsident John F. Kennedy. Lawford var også primusmotor i, at "Rat Pack"-medlemmerne aktivt støttede Kennedys kandidatur, men forbindelsen fik også den konsekvens, at Lawford i 1963 blev frosset ud af "Rat Pack", idet et forsøg på at få Kennedy på besøg hos Sinatra blev stoppet, idet man fra præsidentens rådgivere ikke ønskede at koble ham alt for tæt til Sinatra, der var i søgelyset for sin tætte forbindelse til mafiaen. Sinatra skød skylden for det aflyste besøg på Lawford, der derpå ikke mere en del af gruppen.
Lawford blev skilt fra Patricia Kennedy i 1966 og blev efterfølgende gift tre gange. Fra slutningen af 1960'erne blev der længere mellem hans filmroller og tv-optrædener, og han levede mest på sine tidligere meriter.